# Mikhaïl Bytchkov
Pour les articles homonymes, voir Bytchkov.
Temple de la renommée russe : 2004
Mikhaïl Ivanovitch Bytchkov - en russe : Михаил Иванович Бычков, et en anglais : Mikhail Bychkov (né le 22 mai 1925 à Lioubertsy en URSS et mort le 17 mai 1997 à Moscou) est un joueur russe de hockey sur glace.

## Carrière de joueur
Durant sa carrière professionnelle il a évolué dans le championnat d'URSS sous les couleurs des Krylia Sovetov. Il termine avec un bilan de 280 matchs et 208 buts en élite.

## Carrière internationale
Il a représenté l'URSS à 42 reprises (14 buts) sur une période de quatre saisons entre 1954 et 1960. Il a remporté le bronze aux Jeux olympiques de 1960. Il a participé à trois éditions des championnats du monde pour un bilan d'une médaille d'or, une d'argent et une de bronze.

## Statistiques
Pour les significations des abréviations, voir Statistiques du hockey sur glace.

### En équipe nationale
| Année | Équipe | Compétition |   | PJ | B | A | Pts | Pun                |  | Résultat |
| 1954  | URSS   | CM          | 7 | 2  |   | 2 |     | Médaille d'or      |  |          |
| 1955  | URSS   | CM          | 7 | 2  |   | 2 |     | Médaille d'argent  |  |          |
| 1960  | URSS   | CM & JO     | 7 | 1  | 3 | 4 | 4   | Médaille de bronze |  |          |